# Alexis Lepage
Alexis Lepage (26 de abril de 1994) es un deportista canadiense que compite en triatlón. Ganó una medalla de plata en los Juegos Panamericanos de 2019, y una medalla de oro en el Campeonato Panamericano de Triatlón de 2017.

## Palmarés internacional
| Juegos Panamericanos    | Juegos Panamericanos      | Juegos Panamericanos | Juegos Panamericanos |
| Año                     | Lugar                     | Medalla              | Prueba               |
| ----------------------- | ------------------------- | -------------------- | -------------------- |
| 2019                    | Lima (Perú)               | Medalla de plata     | Relevo mixto         |
| Campeonato Panamericano |                           |                      |                      |
| Año                     | Lugar                     | Medalla              | Prueba               |
| 2017                    | Sarasota (Estados Unidos) | Medalla de oro       | Relevo mixto         |